# Limanja
Limanja ist eine deutsch-türkische Musikband aus Ludwigsburg, Deutschland. Der Bandname ist aus „grup-Liman“ entstanden, was auf Türkisch so viel wie „Die Band vom Hafen“ heißt.

## Musikalischer Stil
Limanja spielt Pop- und Rockmusik – je nach Song mit Einflüssen aus Funk, Reggae oder Ska. Das Charakteristische ist jedoch der orientalische Einfluss durch die Saz (türkische Langhalslaute) und der türkische Gesang. Durch diese Elemente lässt sich die Band in Deutschland mehr in Richtung World Music, Ethno und Urban einordnen.

## Mitglieder
Die Gründungsmitglieder von Limanja aus 2010 sind Nazim Sabuncuoglu (Gesang und Gitarre), Hüseyin Temiz (Saz), Robert Wittmaier (Schlagzeug), Stephan Schelens (Bass) und Deniz Dag (Violine). Die aktuelle Besetzung ist wie folgt:
- Gesang, Gitarre – Nazim Sabuncuoglu
- Schlagzeug – Baris Sabuncuoglu
- Bass – Martin Goes
- Saz – Serkan Ates
- Violine – Klaus Marquardt

## Diskografie
- 2010: Album Release „Yoldayiz – Auf dem Weg“
- 2011: Video Release „Uykusuz – Sleepless“
- 2021: Video Release zur Single „Ham Çökelek“

## Preise und Auszeichnungen
- 2014: 1. Platz Deutscher Rock- und Pop Preis in der Kategorie „Bestes Weltmusikalbum“
- 2010: Manfred Rommel Preis verliehen vom deutschtürkischen Forum Stuttgart[1]
- 2010: Ehrung durch die Stadt Ludwigsburg
- 2010: 1. Platz Deutscher Rock- und Pop Preis in der Kategorie Fusion
- 2010: 1. Platz Deutscher Rock- und Pop Preis in der Kategorie Experimental
- 2010: nominiert für den Deutschen Rock- und Pop Preis in der Kategorie Alternative
- 2007: 1. Platz Deutscher Rock- und Pop Preis in der Kategorie „Bestes Arrangement“[2]

Der Deutsche Rock- und Pop Preis wird jährlich in mehreren Kategorien vom Deutschen Rock- und Pop Musiker Verband verliehen.